# Agnes av Akvitanien (drottning av Kastilien)
Agnes av Akvitanien, född okänt år, död 1078, var en drottning av Kastilien, gift med kung Alfons VI av Kastilien. 

## Biografi
Hon var dotter till Vilhelm VIII av Akvitanien och Matilda. 
Vigseln ägde rum 1069, men Agnes bröllopet firades inte förrän 1073 eller 1074, när Agnes var fjorton och könsmogen, och hennes första offentliga uppträdande är från 1074, när hon för första gången bekräftade ett offentligt dokument tillsammans med kungen.
Hon bevittnade flera andra statsdokument fram till år 1077, varpå hon försvinner ur offentliga sammanhang. Hon blev möjligen förskjuten på grund av parets barnlöshet.